# Hampton Beach (Nuevo Hampshire)
Hampton Beach es un lugar designado por el censo ubicado en el condado de Rockingham en el estado estadounidense de Nuevo Hampshire. En el Censo de 2010 tenía una población de 2.275 habitantes y una densidad poblacional de 641,62 personas por km².

## Geografía
Hampton Beach se encuentra ubicado en las coordenadas 42°54′50″N 70°48′44″O / 42.91389, -70.81222. Según la Oficina del Censo de los Estados Unidos, Hampton Beach tiene una superficie total de 3.55 km², de la cual 3.29 km² corresponden a tierra firme y (7.23%) 0.26 km² es agua.

## Demografía
Según el censo de 2010, había 2.275 personas residiendo en Hampton Beach. La densidad de población era de 641,62 hab./km². De los 2.275 habitantes, Hampton Beach estaba compuesto por el 95.78% blancos, el 0.44% eran afroamericanos, el 0.26% eran amerindios, el 0.75% eran asiáticos, el 0.04% eran isleños del Pacífico, el 0.84% eran de otras razas y el 1.89% pertenecían a dos o más razas. Del total de la población el 1.58% eran hispanos o latinos de cualquier raza.